# من کوچک (ترانه)
«منِ کوچک» (انگلیسی: Little Me) آهنگی از گروه دخترانهٔ بریتانیایی لیتل میکس است. این آهنگ توسط سایکو میوزیک به‌عنوان دومین تک آهنگ از دومین آلبوم استودیویی گروه، درود (۲۰۱۳) منتشر شد. این آهنگ توسط اعضای گروه پری ادواردز، جسی نلسون، جید ثیروال و لی-آن پیننوک به همراه تی‌ام‌اس و ایبن جیمز نوشته شده‌است و تولید آن توسط تی‌ام‌اس انجام شده‌است. با نقدهای مثبت منتقدان موسیقی و نمونه‌هایی از پاوانه گابریل فوره مواجه شد. در جدول تک‌نفره‌های بریتانیا در رتبه ۱۴ قرار گرفت و در استرالیا، بلژیک، ایرلند و لبنان چارت شد. «منِ کوچک» از آن زمان تاکنون در بریتانیا نقره دریافت کرده‌است.

## موزیک ویدئو
در مصاحبه‌ای در رابطه با موزیک ویدئوی رسمی، جسی نلسون گفت: «ما قبلاً چنین ویدئویی را انجام نداده‌ایم. این بسیار صمیمانه و معنادار است. بسیار صمیمانه است.»
این ویدئو برای اولین بار در ۱۸ دسامبر ۲۰۱۳ در یوتیوب پخش شد. لیتل میکس را در یک کلیسای متروک به نمایش می‌گذارد. همچنین بازیگران مختلفی را نشان می‌دهد که داستان‌های خود و آنچه را که بر آن غلبه کرده‌اند می‌گویند. این ویدئو نیز سیاه و سفید است و اولین موزیک ویدئوی لیتل میکس را ساخته که در آن فرمت منتشر شده‌است.

## اجراهای زنده
لیتل میکس «منِ کوچک» را در ۳ نوامبر ۲۰۱۳ در The Xtra Factor , و در ۸ دسامبر ۲۰۱۳ در Capital FM Jingle Bell Ball اجرا کرد. ایالات متحده اولین اجرای زنده خود از این آهنگ را در صبح بخیر آمریکا انجام داد. این تک‌آهنگ همچنین در فهرست مجموعه‌های تور درود (۲۰۱۴) و تور Get Weird (۲۰۱۶) قرار گرفت.